# Верхній Телелюй
Верхній Телелюй (рос. Верхний Телелюй) — село у Грязінському районі Липецької області Російської Федерації.
Населення становить 798  осіб. Належить до муніципального утворення Верхнєтелелюйська сільрада.

## Історія
З 13 червня 1934 до 6 січня 1954 року у складі Воронезької області. Відтак входить до складу Липецької області.
Згідно із законом від 23 вересня 2004 року № 126-ОЗ органом місцевого самоврядування є Верхнєтелелюйська сільрада.

## Населення
| 2009 | 2010 | 2013 |
| ---- | ---- | ---- |
| 732  | ↘729 | ↗798 |